# Nimfidiusz Sabinus
Gaius Nymphidius Sabinus (ur. 35 n.e.w Rzymie, zm. 68 n.e. tamże) – od 65 roku prefekt pretorianów (wspólnie z Gajuszem Ofoniuszem Tygellinusem).

## Życiorys
Według Plutarcha Nimfidiusz Sabinus był synem wyzwolenicy cesarskiej Nimfidii, która była córką Gajusza Juliusza Kallistusa, wpływowego wyzwoleńca na dworze Kaliguli i Klaudiusza. Jego ojcem był gladiator Martianus, choć Nimfidiusz sugerował, że jest synem Kaliguli z nieprawego łoża.
W 65 Nimfidiusz za zasługi w czasie śledztwa po wykryciu spisku Pizona został mianowany przez Nerona drugim obok Tygellinusa prefektem pretorianów (praefectus praetorio). Otrzymał też w nagrodę odznaki konsularne (consularia insignia). Wcześniej był prefektem jazdy pomocniczej (praefectus alae) i trybunem jednej z kohort gwardii pretoriańskiej
W 68 wraz z pretorianami udzielił poparcia Galbie, przyczyniając się do samobójstwa Nerona. Przekonał pretorian, że Neron zamierza uciec do Egiptu i zachęcił ich do obwołania cesarzem Galbę, który miał po przybyciu do Rzymu z Hiszpanii wypłacić w nagrodę każdemu z nich po 30 tysięcy sesterców.
Nimfidiusz zmusił Tygellinusa do rezygnacji ze stanowiska prefekta pretorian i przejął samodzielne dowodzenie jednostkami. Nowy cesarz nie docenił działań Nimfidiusza i jeszcze w Hiszpanii odebrał mu dowództwo gwardii pretoriańskiej, a na miejsce Tygellinusa wyznaczył Korneliusza Lakona. W poczuciu krzywdy próbował ogłosić się cesarzem podając się za syna Kaliguli. Jednakże pretorianie go nie poparli i został zgładzony (na czele oddziału pretorian stał Antoniusz Honoratus) tuż przed przybyciem Galby we wrześniu do Rzymu.
Galba kazał stracić osoby podejrzane o związki z Nimfidiuszem, między innymi wyznaczonego na konsula Cyngoniusza Warrona.